# Jemerson
Jemerson de Jesus Nascimento (ur. 24 sierpnia 1992 w Jeremoabo) – brazylijski piłkarz występujący na pozycji środkowego obrońcy w brazylijskim klubie Grêmio FBPA. Wychowanek Atlético Mineiro, w swojej karierze grał także w zespołach: Democrata, AS Monaco, Corinthians i FC Metz. Posiada również obywatelstwo monakijskie.